# 名古屋市下水道科学館
名古屋市下水道科学館（なごやしげすいどうかがくかん、英: Nagoya City Sewerage Science Museum）は愛知県名古屋市北区名城1丁目にある下水道に関する学習・広報施設。名古屋市上下水道局が運営している。

## 概要
名古屋市政100周年にあたる1989年（平成元年）7月に「楽しみながら下水道の仕組みや大切さを学習・理解する」ことを目的として、名城公園の一角にある名城処理場（現在の名城水処理センター）の1階に開館した。下水道に関する各種展示のほか、下水道に関する書籍類を収蔵している。下水道が供用開始100周年となる2012年（平成24年）にリニューアルされ、「水のきれいラボ」という愛称が付けられた。また2019年（令和元年）7月に開館30周年を迎えたことにより展示物を刷新し、2020年（令和2年）6月20日にリニューアルオープンした。館内には公設のギャラリーが置かれており、個人やグループによる利用が可能となっている。
2020年（令和2年）1月17日にはメタウォーター株式会社とネーミングライツ契約を締結し、2020年（令和2年）3月20日～2023年（令和5年）3月31日の3年間、愛称を「メタウォーター下水道科学館なごや」 (METAWATER Sewerage Science Museum Nagoya) としている。

## 利用
- 開館時間：9：30〜16：30[1]
- 休館日：月曜日（月曜日が休日の場合は翌日）・年末年始[1]
- 入館料：無料[1]

## 交通アクセス
- 名古屋市営地下鉄名城線 名城公園駅から徒歩で約5分[1]。